# 加布瑞拉·王爾德
加布瑞拉·詹娜·凡妮莎·安斯特拉瑟-高夫-考尔索普  (英語：Gabriella Zanna Vanessa Anstruther-Gough-Calthorpe；1989年4月8日—- )，藝名為「加布瑞拉·王爾德」（Gabriella Wilde），為英國女演員和模特兒，她也是好萊塢的女明星之一，也因出演電影2011年《3D劍客聯盟：雲端之戰 》、2013年《魔女嘉莉》及2014年《無盡的愛》而聞名。

## 早期生活
王爾德出生於英國罕布夏郡貝辛斯托克城市，她是英國貴族高夫-卡索普(Gough-Calthorpe)家族後裔，她的父親是地產實業家約翰(John Anstruther-Gough-Calthorpe)，並且是前 Watermark Group 集團董事長，以及從男爵 Fitzroy Anstruther-Gough-Calthorpe 的孫子，母親為凡妮莎(Vanessa Mary Theresa) (舊姓 Hubbard)，以前與爵士 Sir Dai Llewellyn, 4th Baronet 結過婚。凡妮莎以前是模特兒，與知名攝影師 David Bailey 以及 John Swannell 合作過。加布瑞拉的外祖父這邊的祖先，包括伯爵 Montagu Bertie, 6th Earl of Abingdon, General the Hon。英國將軍湯馬士·蓋奇( Thomas Gage)以及第一位本土出生的紐約市市長 Stephanus Van Cortlandt。加布瑞拉的外祖母的父母是擁有貴族爵位的 Bernard Fitzalan-Howard, 3rd Baron Howard of Glossop 以及 Mona Fitzalan-Howard, 11th Baroness Beaumont。
王爾德有一個妹妹，叫做歐雅(Octavia)，以及兩個同母異父的姊姊分別為奧利維亞·盧埃林(Olivia Llewellyn)、阿拉貝拉‧盧埃林(Arabella Llewellyn)；她父親之前與Lady Mary-Gaye Curzon女爵士結婚的姐姐喬琪安娜(Georgiana)、女演員伊莎貝拉‧卡索普(Isabella Calthorpe)以及哥哥雅可比(Jacobi)。加布瑞拉亦有「非正式的姊妹」潘朵拉(Pandora Cooper-Key) 以及克瑞西達(Cressida Bonas)，是女爵士 Lady Mary-Gaye 的女兒。奧利維亞·盧埃林以及伊莎貝拉‧卡索普都是女演員。
王爾德曾就讀過 Heathfield St Mary's School 學校以及 St Swithun's School 學校。她因為偷帶伏特加去 Heathfield 學校被發現，遭到停學處分並且轉到 St Swithun's 學校。之後她在倫敦的 City and Guilds of London Art School 藝術學校主修美術，但參與演戲後就休學。

## 職業生涯
王爾德一開始以模特兒身分出道，14歲時被英國模特兒娜歐蜜·坎貝兒發掘，加入模特兒經紀公司 Premier Model Management 之後開始替名牌走秀，包括 L.K.Bennett、Lacoste、Abercrombie & Fitch、Burberry、Topshop 並參與時尚雜誌 InStyle、柯夢波丹(Cosmopolitan)、時尚(Vogue) 以及 Nylon等。2007年，王爾德受評選為第二名最具英國氣質的女孩，但是加布瑞拉拒絕接受媒體採訪以及貼上任何標籤。一直到2008年，王爾德表示：「我不明白為什麼我會被排名，因為我根本什麼都沒做。我姊姊伊莎貝拉也一樣，我們都避免社交場合。我們不參加派對，也不去俱樂部，我們非常保護自己的隱私。
2009年12月，王爾德首次參與演出，參與電影「烏龍女校2：費童家族的寶藏」(St Trinian's 2: The Legend of Fritton's Gold)。2010年5月，王爾德出現在BBC的影集系列「神秘博士」(Doctor Who)之中。
2010年12月，王爾德宣布她加入電影「3D劍客聯盟：雲端之戰 」劇組。飾演的是 Constance Bonacieux ，同劇組的有奧蘭多·布魯(Orlando Bloom)以及羅根·勒曼(Logan Lerman)。該電影在2011年10月上映，並且最終獲得1.32億美金的全球票房。
2012年3月，王爾德參與美國 ABC 電視台科幻影集試播集 Dark Horse。最終ABC電視台並未將該影集放入2012~2013年電視季。同年，王爾德主演一部短片電影 Il Maestro 以及續集 Squatters。
之後，王爾德與2013年重拍版的「魔女嘉莉」，飾演 Sue Snell。同劇組的演員包括「克蘿伊·摩蕾茲」(Chloë Grace Moretz) 以及茱莉安·摩爾(Julianne Moore)。魔女嘉利於2012年6月拍攝，並在2013年10月上映。
2014年，王爾德主演重拍版的「無盡的愛」，男主角為「亞歷克斯·帕蒂弗」(Alex Pettyfer)。
2018年7月，王爾德確認加盟「神奇女俠1984」劇組，飾演角色暫未公佈。

## 個人生活
王爾德在2014年9月13日與英國歌手亞倫·鮑納爾(Alan Pownall)結婚。在2014年2月3日生下他們的一個孩子叫 Sasha Blue Pownall。而在2016年，她生下了他們第二個兒子叫做Silva Pownall。

## 電影
| 年分 | 名稱                      | 角色                | 備註 |
| ---- | ------------------------- | ------------------- | ---- |
| 2011 | 《3D劍客聯盟：雲端之戰 》 | 康斯坦斯·珀納塞克斯 |      |
| 2013 | 《魔女嘉莉》              | Sue Snell           |      |
| 2014 | 《無盡的愛》              | Jade Butterfield    |      |
| 2020 | 《神奇女俠1984》          | Raquel              |      |

## 外部連結
- 加布瑞拉·王爾德在互联网电影资料库（IMDb）上的資料（英文）
- 加布瑞拉·王爾德的X（前Twitter）